# Мартин, Пол Джерард
Пол Джерард Мартин (англ. Paul Gerard Martin; род. 5 мая 1967, Хейстингс, Новая Зеландия) — новозеландский прелат. Епископ Крайстчерча с 5 декабря 2017 по 1 января 2021. Апостольский администратор Крайстчерча с 1 января 2021 по 9 июля 2022. Коадъютор, с правом наследования, архиепархии Веллингтона с 1 января 2021 по 5 мая 2023. Архиепископ Веллингтона с 5 мая 2023. Военный ординарий Новой Зеландии с 27 мая 2023. 